# Talilna toplota
Talílna toplòta (tudi specífična talílna toplòta) je toplota, ki jo moramo pri stalnem tlaku dovesti enemu kilogramu dane snovi v trdnem agregatnem stanju, segrete do tališča, da se stali, torej da preide v kapljevinasto agregatno stanje. Enaka je toplota, ki jo pri stalnem tlaku odda en kilogram do tališča ohlajene kapljevine, ko se strdi in preide v trdno agregatno stanje.
Mednarodni sistem enot predpisuje za talilno toploto sestavljeno enoto J/kg. Namesto na maso lahko preračunamo talilno toploto tudi na množino snovi; v tem primeru navajamo talilno toploto v J/mol.